# 章敬吳太后
章敬皇后吴氏（713年—730年），濮州濮阳县人。唐肃宗李亨（李亨）为皇子时的姬妾。唐代宗的生母。资治通鉴称其为吴妃。
曾祖吴绚为德阳县令。祖父吴训为神泉县令。吴氏因父亲郫县丞吴令珪犯事，而没入掖庭。开元十三年（725年），唐玄宗临幸皇子李亨宅邸，见李亨服御萧然，庭宇無婢女打掃，樂器无妓女彈奏，命将军高力士选掖庭因罪沒入宮中的宫人赐给他，而吴氏在籍中。吴氏容止端丽，性情谦抑，宠遇日隆。第二年（726年），13歲的吳氏生李亨长子（即唐代宗）。开元十七年（729年），生李亨次女（即和政公主）。十八年（730年），吴氏逝世，終年17歲，葬于春明门外。之后，吴氏被追封为妃，但未详何时。
唐代宗即位之年（762年）十二月，谥号章敬皇后。二年（763年）三月，祔葬建陵。打开春明门外旧墓，吴氏容貌像活着的时候一样，粉黛如故，而衣服都变成赭黄色了，见到的人都很惊异。
吴氏父吴令珪被追赠太尉，母李氏赠秦国夫人。叔父吴令瑶拜太子家令，封冯翊郡公，吴令瑜拜太子右谕德，封济阴郡公。吴氏大弟吴溆拜鸿胪少卿，封鄄城县公，其餘弟弟吴澄拜太子宾客，封濮阳县公，吴凑拜太子詹事，封临濮县公；以上数人并加开府仪同三司。吴溆位终右金吾卫大将军，有子朝议郎、行大理司直、临濮县开国男吴士平；吴凑曾任左金吾大将军，位终京兆尹。

## 延伸阅读
[在维基数据编辑]
 《舊唐書/卷52》，出自刘昫《舊唐書》
 《新唐書/卷077》，出自《新唐書》